# برج لندن (فیلم ۱۹۳۹)
«برج لندن» (انگلیسی: Tower of London (1939 film)) یک فیلم به کارگردانی رولند وی. لی است که در سال ۱۹۳۹ منتشر شد.

## بازیگران
- بازیل رتبون
- بوریس کارلوف
- وینسنت پرایس
- باربارا اونیل
- ایان هانتر
- لئو جی. کارول
- لایونل بلمور
- روز هوبرت
- ال فرگوسن
- فرانسیس پاورز
- میلز ماندر
- فرانک هاگنی
- کلود پیتون
- سی. مانتگیو شا